# Copa do Nordeste de Futebol de 2022
A Copa do Nordeste de 2022 foi a 19.ª edição da competição de futebol realizada no Nordeste brasileiro, organizada pela Liga do Nordeste em parceria com a CBF.
Para esta edição, o torneio passou por uma significativa mudança em sua fase preliminar, tanto em quantidade de participantes quanto em critérios de classificação. O campeonato terá a participação de 36 equipes, sendo 12 classificadas diretamente para uma fase de grupos e 24 classificadas para uma etapa preliminar em mata-mata, com 3 fases, chamada Pré-Copa do Nordeste, que dará 4 vagas na fase de grupos. As equipes classificadas diretamente à fase de grupos serão os 9 campeões estaduais em 2021, juntamente com as equipes oriundas dos estados da Bahia, Ceará e Pernambuco mais bem posicionados no Ranking Nacional dos Clubes 2021, excluídos os campeões estaduais nos respectivos estados. As equipes classificadas à fase preliminar serão definidas por 4 critérios diferentes, de acordo com a posição de cada federação no ranking da CBF, dos clubes em seus respectivos campeonatos estaduais e dos clubes no ranking da CBF.
O campeonato foi decidido entre Fortaleza (disputando a final pela segunda vez) e Sport (disputando a final pela sexta vez). Após vitória pelo placar agregado de 2 a 1, em dois jogos, o Fortaleza sagrou-se campeão de maneira invicta, conquistando o título do torneio pela segunda vez em sua história. O Sport, por sua vez, foi vice-campeão pela terceira vez. Em razão do título, o Fortaleza teria direito de ingressar diretamente na terceira fase da Copa do Brasil de 2023, mas, por ter se classificado à Libertadores de 2023 através do Campeonato Brasileiro (que também dá vaga na terceira fase da Copa do Brasil), o Sport herdou a vaga no torneio nacional.

## Vagas por Federação
| Pos. | Pos. | Federações          | Pontos         | Vagas  | Vagas    |
| Pos. | Pos. | Federações          | Pontos         | Grupos | Pré-Copa |
| ---- | ---- | ------------------- | -------------- | ------ | -------- |
| 1    | 8    | Ceará               | 21.084         | 2      | 3        |
| 2    | 9    | Bahia               | 20.528         | 2      | 3        |
| 3    | 10   | Pernambuco          | 17.944         | 2      | 3        |
| 4    | 11   | Alagoas             | 12.040         | 1      | 2        |
| 5    | 14   | Maranhão            | 7.941          | 1      | 2        |
| 6    | 15   | Rio Grande do Norte | 5.924          | 1      | 2        |
| 7    | 16   | Paraíba             | 5.440          | 1      | 2        |
| 8    | 17   | Sergipe             | 4.662          | 1      | 2        |
| 9    | 20   | Piauí               | 2.491          | 1      | 2        |
| N/A  | N/A  | Ranking da CBF      | Ranking da CBF | 0      | 3        |

## Clubes participantes

### Classificados para a Pré-Copa do Nordeste
Há 4 critérios diferentes para classificação para a Pré-Copa do Nordeste:
- Critério 1 (9 vagas): equipe mais bem classificada em cada dos campeonatos estaduais de 2021 no nordeste, excluindo aquelas que já tenham obtido vaga na fase de grupos.
- Critério 2 (3 vagas): equipe mais bem classificada em cada um dos campeonatos estaduais de 2021 das 3 melhores federações nordestinas no Ranking da CBF 2021 (Ceará, Bahia e Pernambuco), excluindo aquelas classificadas para a fase de grupos ou pelo critério 1.
- Critério 3 (9 vagas): equipe mais bem posicionada no Ranking da CBF 2021 de cada um dos estados do nordeste, excluindo aquelas classificadas para a fase de grupos ou pelos critérios 1 ou 2.
- Critério 4 (3 vagas): equipes nordestinas mais bem posicionadas no Ranking da CBF 2021, independente do estado a que pertençam, excluindo aquelas classificadas para a fase de grupos ou pelos critérios 1, 2 ou 3.

Das 24 equipes classificadas para a Pré-Copa do Nordeste, as 8 melhores ranqueadas ingressam na segunda fase da disputa, enquanto as demais ingressam na primeira fase.
Os vencedores de cada um dos quatro confrontos da terceira fase estarão classificados para a Fase de Grupos.
| UF                  | Equipe            | Cidade             | Critério de classificação | Ranking da CBF | Fase de Ingresso | Estádio                      | Capacidade | Títulos                    |
| ------------------- | ----------------- | ------------------ | ------------------------- | -------------- | ---------------- | ---------------------------- | ---------- | -------------------------- |
| Alagoas             | CRB               | Maceió             | Critério 1                | 31º            | 2ª fase          | Rei Pelé                     | 17 126     | 0 (não possui)             |
| Alagoas             | ASA               | Arapiraca          | Critério 3                | 78º            | 1ª fase          | Fumeirão                     | 15 000     | 0 (não possui)             |
| Bahia               | Bahia de Feira    | Feira de Santana   | Critério 1                | 103º           | 1ª fase          | Arena Cajueiro               | 4 000      | 0 (não possui)             |
| Bahia               | Juazeirense       | Juazeiro           | Critério 2                | 81º            | 1ª fase          | Adautão                      | 8 000      | 0 (não possui)             |
| Bahia               | Vitória           | Salvador           | Critério 3                | 23º            | 2ª fase          | Barradão                     | 35 000     | 4 (1997, 1999, 2003, 2010) |
| Bahia               | Jacuipense        | Riachão do Jacuípe | Critério 4                | 71º            | 1ª fase          | Valfredão                    | 5 000      | 0 (não possui)             |
| Ceará               | Ferroviário       | Fortaleza          | Critério 1                | 57º            | 2ª fase          | Arena Castelão               | 63 903     | 0 (não possui)             |
| Ceará               | Atlético Cearense | Fortaleza          | Critério 2                | 119º           | 1ª fase          | Presidente Vargas            | 20 268     | 0 (não possui)             |
| Ceará               | Floresta          | Fortaleza          | Critério 3                | 91º            | 1ª fase          | Arena Castelão               | 63 903     | 0 (não possui)             |
| Maranhão            | Moto Club         | São Luís           | Critério 1                | 67º            | 1ª fase          | Castelão                     | 40 149     | 0 (não possui)             |
| Maranhão            | Imperatriz        | Imperatriz         | Critério 3                | 61º            | 1ª fase          | Frei Epifânio                | 12 500     | 0 (não possui)             |
| Paraíba             | Sousa             | Sousa              | Critério 1                | 192º           | 1ª fase          | Marizão                      | 5 400      | 0 (não possui)             |
| Paraíba             | Botafogo-PB       | João Pessoa        | Critério 3                | 49º            | 2ª fase          | Almeidão                     | 25 770     | 0 (não possui)             |
| Paraíba             | Treze             | Campina Grande     | Critério 4                | 65º            | 1ª fase          | Amigão                       | 23 000     | 0 (não possui)             |
| Pernambuco          | Santa Cruz        | Recife             | Critério 1                | 41º            | 2ª fase          | Arruda                       | 60 044     | 1 (2016)                   |
| Pernambuco          | Retrô             | Camaragibe         | Critério 2                | –              | 1ª fase          | Arena de Pernambuco          | 45 010     | 0 (não possui)             |
| Pernambuco          | Central           | Caruaru            | Critério 3                | 86º            | 1ª fase          | Estádio Luiz José de Lacerda | 20 000     | 0 (não possui)             |
| Piauí               | Fluminense-PI     | Teresina           | Critério 1                | –              | 1ª fase          | Albertão                     | 52 216     | 0 (não possui)             |
| Piauí               | River-PI          | Teresina           | Critério 3                | 77º            | 1ª fase          | Albertão                     | 52 216     | 0 (não possui)             |
| Rio Grande do Norte | ABC               | Natal              | Critério 1                | 52º            | 2ª fase          | Frasqueirão                  | 15 082     | 0 (não possui)             |
| Rio Grande do Norte | América de Natal  | Natal              | Critério 3                | 59º            | 2ª fase          | Arena das Dunas              | 32 000     | 1 (1998)                   |
| Sergipe             | Lagarto           | Lagarto            | Critério 1                | 209º           | 1ª fase          | Barretão                     | 8 000      | 0 (não possui)             |
| Sergipe             | Confiança         | Aracaju            | Critério 3                | 47º            | 2ª fase          | Batistão                     | 15 575     | 0 (não possui)             |
| Sergipe             | Itabaiana         | Itabaiana          | Critério 4                | 73º            | 1ª fase          | Etelvino Mendonça            | 12 000     | 0 (não possui)             |

### Classificados para a fase de grupos
Há 2 critérios diferentes para classificação direta à fase de grupos da Copa do Nordeste:
- Critério 1 (9 vagas): equipe campeã em cada um dos campeonatos estaduais de 2021 no Nordeste.
- Critério 2 (3 vagas): equipe mais bem posicionada no Ranking da CBF 2021 de cada uma das 3 melhores federações nordestinas no Ranking (Ceará, Bahia e Pernambuco), excluindo aquelas classificadas pelo critério 1.

| UF                  | Equipe                 | Cidade         | Critério de Classificação | Ranking da CBF | Estádio          | Capacidade | Títulos                    |
| ------------------- | ---------------------- | -------------- | ------------------------- | -------------- | ---------------- | ---------- | -------------------------- |
| Alagoas             | CSA                    | Maceió         | Critério 1                | 30º            | Rei Pelé         | 17 126     | 0 (não possui)             |
| Bahia               | Atlético de Alagoinhas | Alagoinhas     | Critério 1                | 137º           | Carneirão        | 16 000     | 0 (não possui)             |
| Bahia               | Bahia                  | Salvador       | Critério 2                | 11º            | Arena Fonte Nova | 50 025     | 4 (2001, 2002, 2017, 2021) |
| Ceará               | Fortaleza              | Fortaleza      | Critério 1                | 18º            | Arena Castelão   | 63 903     | 1 (2019)                   |
| Ceará               | Ceará                  | Fortaleza      | Critério 2                | 14º            | Arena Castelão   | 63 903     | 2 (2015, 2020)             |
| Maranhão            | Sampaio Corrêa         | São Luís       | Critério 1                | 33º            | Castelão         | 40 149     | 1 (2018)                   |
| Paraíba             | Campinense             | Campina Grande | Critério 1                | 72º            | Amigão           | 23 000     | 1 (2013)                   |
| Pernambuco          | Náutico                | Recife         | Critério 1                | 39º            | Aflitos          | 20 000     | 0 (não possui)             |
| Pernambuco          | Sport                  | Recife         | Critério 2                | 20º            | Ilha do Retiro   | 35 000     | 3 (1994, 2000, 2014)       |
| Piauí               | Altos                  | Altos          | Critério 1                | 68º            | Felipão          | 4 000      | 0 (não possui)             |
| Rio Grande do Norte | Globo                  | Ceará-Mirim    | Critério 1                | 62º            | Barretão         | 10 000     | 0 (não possui)             |
| Sergipe             | Sergipe                | Aracaju        | Critério 1                | 102º           | Batistão         | 15 575     | 0 (não possui)             |

## Pré-Copa do Nordeste

### Sorteio
As 24 equipes participantes foram divididas em 4 potes, de acordo com a posição no Ranking da CBF. No pote 1, foram colocados os clubes ranqueados da 9ª a 16ª posições, no pote 2, os clubes ranqueados da 17ª a 24ª posições, no pote 3A, os clubes ranqueados da 1ª a 4ª posições, e no pote 3B, os clubes ranqueados da 5ª a 8ª posições. Para os confrontos da Primeira Fase, foram sorteadas as equipes dos potes 1 e 2, com cada confronto tendo uma equipe de cada pote. Definidos os confrontos da primeira fase, os clubes dos potes 3A e 3B foram sorteados, alternadamente, para enfrentar os vencedores na Segunda Fase, de modo que as equipes do pote 3A enfrentam os vencedores dos confrontos 1, 3, 5 e 7, enquanto as equipes do pote 3B enfrentam os vencedores dos confrontos 2, 4, 6 e 8.

#### Potes para sorteio
| Pote 1 | Pote 2 | Pote 3A                                                          | Pote 3B                                                                      |
| --- | --- | ---------------------------------------------------------------- | ---------------------------------------------------------------------------- |
| - Imperatriz (61º) - Treze (65º) - Moto Club (67º) - Jacuipense (71º) - Itabaiana (73º) - River-PI (77º) - ASA (78º) - Juazeirense (81º) | - Central (86º) - Floresta (91º) - Bahia de Feira (103º) - Atlético Cearense (119º) - Sousa (192º) - Lagarto (209º) - Fluminense-PI (–) - Retrô (–) | - Vitória (23º) - CRB (31º) - Santa Cruz (41º) - Confiança (47º) | - Botafogo-PB (49º) - ABC (52º) - Ferroviário (57º) - América de Natal (59º) |

### Primeira fase
Na primeira fase, as 16 equipes pior ranqueadas, dentre as 24 participantes da Pré-Copa do Nordeste, foram divididas em 8 chaves com 2 equipes cada. As equipes se enfrentam em jogo único, com mando da equipe melhor ranqueada. Em caso de empate, o desempate ocorrerá em disputa de pênaltis. O vencedor de cada partida avança para a segunda fase.

#### Confrontos
Em itálico, as equipes que possuem o mando de campo no confronto e em negrito as equipes classificadas.
| Equipe 1    | Resultado   | Equipe 2          |
| ----------- | ----------- | ----------------- |
| River-PI    | 5−0         | Lagarto           |
| Moto Club   | 3–2         | Retrô             |
| Treze       | 1–3         | Floresta          |
| Juazeirense | 1–0         | Central           |
| ASA         | 1−2         | Sousa             |
| Jacuipense  | 1−0         | Atlético Cearense |
| Itabaiana   | 1–1 (3–1 p) | Bahia de Feira    |
| Imperatriz  | 1−1 (5−4 p) | Fluminense-PI     |

### Segunda fase
Na segunda fase, as 8 equipes classificadas da primeira fase juntam-se às 8 classificadas diretamente para a segunda, totalizando 16 clubes, divididos em 8 chaves com 2 equipes cada, em chaveamento pré-definido. As equipes se enfrentam em jogo único, com mando da equipe melhor ranqueada. Em caso de empate, o desempate ocorrerá em disputa de pênaltis. O vencedor de cada partida avança para a terceira fase.

#### Confrontos
Em itálico, as equipes que possuem o mando de campo no confronto e em negrito as equipes classificadas.
| Equipe 1         | Resultado   | Equipe 2    |
| ---------------- | ----------- | ----------- |
| CRB              | 2–1         | River-PI    |
| América de Natal | 1−1 (4−5 p) | Moto Club   |
| Santa Cruz       | 3−3 (2−4 p) | Floresta    |
| Ferroviário      | 4–0         | Juazeirense |
| Confiança        | 1−1 (4−5 p) | Sousa       |
| ABC              | 4–2         | Jacuipense  |
| Vitória          | 3–0         | Itabaiana   |
| Botafogo-PB      | 2–0         | Imperatriz  |

### Terceira fase
Na terceira fase, participam as 8 equipes vencedoras de seus confrontos na segunda fase. As equipes serão divididas em 4 chaves, cada uma com duas equipes. As equipes se enfrentam em dois jogos, com mando de campo na segunda partida para a equipe melhor ranqueada. Em caso de empate no placar agregado, o desempate ocorrerá em disputa de pênaltis. O vencedor em cada chave se classifica para a fase de grupos da competição.

#### Confrontos
Em itálico, as equipes que possuem o mando de campo no primeiro jogo do confronto e em negrito as equipes classificadas.
| Equipe 1    | Total       | Equipe 2    | 1.º jogo | 2.º jogo |
| ----------- | ----------- | ----------- | -------- | -------- |
| Moto Club   | 2−3         | CRB         | 2–1      | 0–2      |
| Floresta    | 1–1 (4−3 p) | Ferroviário | 0–0      | 1–1      |
| Sousa       | 4–2         | ABC         | 3–0      | 1–2      |
| Botafogo-PB | 3−3 (6–5 p) | Vitória     | 1–1      | 2–2      |

## Fase de grupos
Na fase de grupos, as quatro equipes classificadas na Pré-Copa do Nordeste juntam-se às 12 classificadas diretamente para a fase de grupos, totalizando 16 clubes, divididos em dois grupos com oito equipes cada. Cada equipe enfrentará aquelas do outro grupo, em turno único, totalizando oito partidas por equipe. Ao final, as quatro equipes mais bem colocadas em cada grupo avançam para a fase de quartas de final.

### Sorteio
O sorteio para a fase de grupos foi realizado no dia 6 de dezembro de 2021, às 11:00, na sede da CBF. As 16 equipes participantes foram divididas em 4 potes, de acordo com a posição no Ranking da CBF. No pote 1, foram alocados os clubes ranqueados nas 4 melhores posições, no pote 2, os clubes ranqueados da 5ª a 8ª posições, no pote 3, os clubes ranqueados da 9ª a 12ª posições, e no pote 4, os demais clubes piores ranqueados. As equipes serão sorteadas um pote de cada vez, alocando-se as equipes sorteadas em cada um dos dois grupos de forma alternada, com a restrição de que as duas equipes melhor ranqueadas de uma mesma federação devem, necessariamente, ser alocadas em grupos diferentes.

#### Potes para sorteio
| Pote 1                                                      | Pote 2                                                         | Pote 3                                                             | Pote 4                                                                           |
| ----------------------------------------------------------- | -------------------------------------------------------------- | ------------------------------------------------------------------ | -------------------------------------------------------------------------------- |
| - Bahia (11º) - Ceará (14º) - Fortaleza (18º) - Sport (20º) | - CSA (30º) - CRB (31°) - Sampaio Corrêa (33º) - Náutico (39º) | - Botafogo-PB (49º) - Globo (62º) - Altos (68º) - Campinense (72º) | - Floresta (91º) - Sergipe (102º) - Atlético de Alagoinhas (137º) - Sousa (192º) |

### Grupo A
|  |                                 |
|  | Classificados para a fase final |
|  | Eliminados                      |

### Grupo B
|  |                                 |
|  | Classificados para a fase final |
|  | Eliminados                      |

### Confrontos
| Vitória do mandante Vitória do visitante Empate | Em negrito os jogos "clássicos". |

### Desempenho por rodada
|         | 1   | 2   | 3   | 4   | 5   | 6   | 7   | 8   |
| Grupo A | FOR | FOR | FOR | FOR | FOR | FOR | FOR | FOR |
| Grupo B | CEA | CEA | CEA | BAH | BAH | CEA | CEA | CEA |

|         | 1   | 2   | 3   | 4   | 5   | 6   | 7   | 8   |
| Grupo A | GLO | SER | SER | SER | SER | SER | SER | SER |
| Grupo B | FLO | FLO | FLO | SOU | SOU | SOU | FLO | FLO |

## Fase final
Em itálico, os times que possuem o mando de campo no primeiro jogo ou jogo único do confronto e em negrito os times classificados.
|  | Quartas de final       | Quartas de final |   |           | Semifinais       | Semifinais       |  |       | Final                    | Final                    | Final                    | Final                    |  |  |
|  | 22 a 24 de março       | 22 a 24 de março |   |           | 26 e 27 de março | 26 e 27 de março |  |       | 31 de março e 3 de abril | 31 de março e 3 de abril | 31 de março e 3 de abril | 31 de março e 3 de abril |  |  |
|  |                        |                  |   |           |                  |                  |  |       |                          |                          |                          |                          |  |  |
|  | CSA                    | 0 (1)            |   |           |                  |                  |  |       |                          |                          |                          |                          |  |  |
|  | Sport (pen)            | 0 (3)            |   |           |                  |                  |  |       |                          |                          |                          |                          |  |  |
|  | Sport (pen)            | 0 (3)            |   | Sport     | 3                |                  |  |       |                          |                          |                          |                          |  |  |
|  |                        |                  |   | Sport     | 3                |                  |  |       |                          |                          |                          |                          |  |  |
|  |                        | CRB              | 1 |           |                  |                  |  |       |                          |                          |                          |                          |  |  |
|  | Ceará                  | CRB              | 1 | 0 (3)     |                  |                  |  |       |                          |                          |                          |                          |  |  |
|  | Ceará                  |                  |   | 0 (3)     |                  |                  |  |       |                          |                          |                          |                          |  |  |
|  | CRB (pen)              | 0 (4)            |   |           |                  |                  |  |       |                          |                          |                          |                          |  |  |
|  | CRB (pen)              | 0 (4)            |   |           |                  |                  |  | Sport | 1                        | 0                        | 1                        |                          |  |  |
|  |                        |                  |   |           |                  |                  |  | Sport | 1                        | 0                        | 1                        |                          |  |  |
|  |                        | Fortaleza        | 1 | 1         | 2                |                  |  |       |                          |                          |                          |                          |  |  |
|  | Fortaleza              | Fortaleza        | 1 | 1         | 2                | 5                |  |       |                          |                          |                          |                          |  |  |
|  | Fortaleza              |                  |   |           |                  | 5                |  |       |                          |                          |                          |                          |  |  |
|  | Atlético de Alagoinhas | 1                |   |           |                  |                  |  |       |                          |                          |                          |                          |  |  |
|  | Atlético de Alagoinhas | 1                |   | Fortaleza | 2                |                  |  |       |                          |                          |                          |                          |  |  |
|  |                        |                  |   | Fortaleza | 2                |                  |  |       |                          |                          |                          |                          |  |  |
|  |                        | Náutico          | 0 |           |                  |                  |  |       |                          |                          |                          |                          |  |  |
|  | Botafogo-PB            | Náutico          | 0 | 1 (3)     |                  |                  |  |       |                          |                          |                          |                          |  |  |
|  | Botafogo-PB            |                  |   | 1 (3)     |                  |                  |  |       |                          |                          |                          |                          |  |  |
|  | Náutico (pen)          | 1 (4)            |   |           |                  |                  |  |       |                          |                          |                          |                          |  |  |

## Final
Jogo de ida
| 31 de março   | Sport      | 1 – 1          | Fortaleza      | Arena de Pernambuco, São Lourenço da Mata                                      |
| 21:35 (UTC−3) | Bill 90+1' | Súmula Borderô | 84' Zé Welison | Público: 42 544 Renda: R$ 1.897.145,00 Árbitro: PI Antonio Dib Moraes de Sousa |

| Sport | Fortaleza |

Jogo de volta
| 3 de abril    | Fortaleza                | 1 – 0          | Sport | Arena Castelão, Fortaleza                                                |
| 18:30 (UTC−3) | Yago Pikachu 45+2' (pen) | Súmula Borderô |       | Público: 60 045 Renda: R$ 1.344.238,00 Árbitro: BA Marielson Alves Silva |

| Fortaleza | Sport |

## Premiação
| Campeão do Nordeste de 2022    |
| ------------------------------ |
| Fortaleza Campeão (2.º título) |

## Cotas de premiação

### Por campanha
Cada clube participante da Copa do Nordeste 2022 tem direito a uma cota de premiação, que depende de sua campanha e de sua posição no ranking da CBF.
Os valores a que cada clube tem direito são os que seguem:
- Eliminados na 1ª fase da Pré-Copa do Nordeste: R$ 40 mil
- Eliminados na 2ª fase da Pré-Copa do Nordeste: R$ 50 mil
- Eliminados na 3ª fase da Pré-Copa do Nordeste: R$ 80 mil
- Participação
  - Pote 1 (Bahia, Ceará, Fortaleza e Sport): R$ 1,910 milhão
  - Pote 2 (CSA, CRB, Sampaio Corrêa e Náutico): R$ 1,465 milhão
  - Pote 3 (Botafogo-PB, Globo-RN, Altos e Campinense): R$ 1,290 milhão
  - Pote 4 (Floresta, Sergipe, Atlético-BA e Sousa): R$ 640 mil
- Campanha
  - Eliminados na Fase de Grupos: apenas o valor de participação
  - Classificação às Quartas de Final: R$ 300 mil
  - Classificação às Semifinais: R$ 350 mil
  - Vice-Campeão: R$ 500 mil
  - Campeão: R$ 1 milhão

### Por clube
| Pos. | Clubes                 | Premiação |
| ---- | ---------------------- | --------- |
| 1    | Fortaleza              | 3,560     |
| 2    | Sport                  | 3,060     |
| 3    | Ceará                  | 2,210     |
| 4    | CRB                    | 2,115     |
| 4    | Náutico                | 2,115     |
| 6    | Bahia                  | 1,910     |
| 7    | CSA                    | 1,765     |
| 8    | Botafogo-PB            | 1,590     |
| 9    | Sampaio Corrêa         | 1,465     |
| 10   | Altos                  | 1,290     |
| 10   | Campinense             | 1,290     |
| 10   | Globo                  | 1,290     |
| 13   | Atlético de Alagoinhas | 0,940     |
| 14   | Floresta               | 0,640     |
| 14   | Sergipe                | 0,640     |
| 14   | Sousa                  | 0,640     |
| 17   | ABC                    | 0,08      |
| 17   | Ferroviário            | 0,08      |
| 17   | Moto Club              | 0,08      |
| 17   | Vitória                | 0,08      |
| 21   | América de Natal       | 0,05      |
| 21   | Confiança              | 0,05      |
| 21   | Imperatriz             | 0,05      |
| 21   | Itabaiana              | 0,05      |
| 21   | Jacuipense             | 0,05      |
| 21   | Juazeirense            | 0,05      |
| 21   | River-PI               | 0,05      |
| 21   | Santa Cruz             | 0,05      |
| 29   | ASA                    | 0,04      |
| 29   | Atlético Cearense      | 0,04      |
| 29   | Bahia de Feira         | 0,04      |
| 29   | Central                | 0,04      |
| 29   | Fluminense-PI          | 0,04      |
| 29   | Lagarto                | 0,04      |
| 29   | Retrô                  | 0,04      |
| 29   | Treze                  | 0,04      |

## Classificação geral
A classificação geral dá prioridade ao time que avançou mais fases, e ao campeão, ainda que tenham menor pontuação.

## Maiores públicos
Devido às ações tomadas para evitar o contágio de COVID-19, os estádios podem não estar adotando capacidade máxima e/ou recebendo público. Esses são os dez maiores públicos da Copa do Nordeste de 2022:
| Nº | Público | Mandante  | Placar | Visitante      | Estádio             | Data            | Etapa            |
| -- | ------- | --------- | ------ | -------------- | ------------------- | --------------- | ---------------- |
| 1  | 60 045  | Fortaleza | 1–0    | Sport          | Arena Castelão      | 3 de abril      | Final - Volta    |
| 2  | 39 460  | Sport     | 1–1    | Fortaleza      | Arena de Pernambuco | 31 de março     | Final - Ida      |
| 3  | 31 681  | Fortaleza | 2–0    | Náutico        | Arena Castelão      | 26 de março     | Semifinal        |
| 4  | 24 492  | Ceará     | 0–0    | CRB            | Arena Castelão      | 24 de março     | Quartas-de-final |
| 5  | 22 483  | Sport     | 3–1    | CRB            | Arena de Pernambuco | 27 de março     | Semifinal        |
| 6  | 18 496  | Fortaleza | 2–0    | CRB            | Arena Castelão      | 19 de março     | 8º               |
| 7  | 16 623  | Ceará     | 2–0    | CSA            | Arena Castelão      | 5 de março      | 7º               |
| 8  | 16 306  | Fortaleza | 1–1    | Ceará          | Arena Castelão      | 5 de fevereiro  | 3º               |
| 9  | 15 748  | Fortaleza | 3–1    | Bahia          | Arena Castelão      | 19 de fevereiro | 6º               |
| 10 | 13 890  | Ceará     | 1–1    | Sampaio Corrêa | Arena Castelão      | 12 de fevereiro | 4º               |

## Artilharia
| Gols | Jogador          | Equipe         |
| ---- | ---------------- | -------------- |
| 7    | Hugo Rodallega   | Bahia          |
| 4    | Anselmo Ramon    | CRB            |
| 4    | Gabriel Poveda   | Sampaio Corrêa |
| 4    | Gustavo Coutinho | Botafogo-PB    |
| 4    | Robinho          | Floresta       |
| 4    | Yago Pikachu     | Fortaleza      |

### Hat-tricks
| Jogador | Clube | Adversário | Placar | Data          | Ref.   |
| ------- | ----- | ---------- | ------ | ------------- | ------ |
| Mikael  | Sport | Náutico    | 3–2    | 29 de janeiro | [ 11 ] |

## Mudança de técnicos
| Clube   | Antecessor        | Motivo   | Data            | Última partida        | Rod | Pos        | Sucessor         | Ref.          |
| ------- | ----------------- | -------- | --------------- | --------------------- | --- | ---------- | ---------------- | ------------- |
| CRB     | Allan Aal         | Demitido | 10 de fevereiro | Campinense 1–1 CRB    | 3ª  | 2º (Gr. B) | Marcelo Cabo     | [ 12 ] [ 13 ] |
| Náutico | Hélio dos Anjos   | Demitido | 11 de fevereiro | Náutico 1–2 Retrô[PE] | 3ª  | 4º (Gr. B) | Felipe Conceição | [ 14 ] [ 15 ] |
| Sport   | Gustavo Florentín | Demitido | 3 de março      | Altos 1–0 Sport[CB]   | 6ª  | 3º (Gr. A) | Gilmar Dal Pozzo | [ 16 ] [ 17 ] |

- PE. ^  Partida válida pelo Campeonato Pernambucano.
- CB. ^  Partida válida pela Copa do Brasil.